# 烏茲別克國家奧林匹克委員會
烏茲別克國家奧林匹克委員會是烏茲別克的國家奧林匹克委員會。該組織成立於1992年，是國際奧委會及亞洲奧林匹克理事會的成員。1994年，首次派員參加在挪威利勒哈默爾舉行的冬季奧運會。
現時，烏茲別克國家奧林匹克委員會的總部設在首都塔什干，主席是Umid Akhmatdjanov。

## 資料來源
1. ↑  .   [2014-02-28]. （原始内容存档于2008-12-11）.

## 外部連結
- 烏茲別克國家奧林匹克委員會